# Лажни баланс
Лажни баланс, колоквијално позната као обостраност (енгл. bothsidesism) је медијска пристрасност у којој новинари представљају проблем као уравнотеженији између супротстављених гледишта него што то докази поткрепљују. Новинар може представити доказе и аргументе несразмерно стварним доказима за сваку страну или може изоставити информације које би утврдиле да су тврдње једне стране неосноване. Лажна равнотежа је наведена као узрок дезинформација.
Лажни баланс је пристрасност која често произилази из покушаја да се избегне пристрасност, али успут даје непоткрепљеним или сумњивим ставовима илузију угледа. Она ствара јавну перцепцију да су нека питања научно спорна, иако у стварности нису, што код читалаца ствара сумњу у научно стање истраживања. Ово могу искористити интересне групе као што су корпорације попут индустрије фосилних горива или дуванске индустрије, или идеолошки мотивисани активисти попут противника вакцинације или креациониста.
Примери лажног баланса у извештавању о научним питањима укључују теме климатских промена изазваних људским деловањем наспрам природне климатске варијабилности, утицаја дувана на здравље, наводне везе између тиомерсала и аутизма, наводних негативних нуспојава ХПВ вакцине, и еволуције наспрам интелигентног дизајна.